# ديفيد وارد (سياسي)
ديفيد وارد (بالإنجليزية: David Ward)‏ هو سياسي أمريكي، ولد في 29 أبريل 1953. حزبياً، نشط في الحزب الجمهوري. وقد انتخب عضو جمعية ولاية ويسكونسن.